# Municipio de Garden Hill
El municipio de Garden Hill (en inglés, Garden Hill Township) es un municipio ubicado en el condado de Wayne, Illinois, Estados Unidos. Según el censo de 2020, tiene una población de 157 habitantes.
Abarca una zona exclusivamente rural.

## Geografía
Está ubicado en las coordenadas 38°35′13″N 88°38′42″O / 38.58694, -88.64500 (38.586931, -88.645132). Según la Oficina del Censo de los Estados Unidos, tiene una superficie total de 48.08 km², de la cual 48.05 km² corresponden a tierra firme y 0.03 km² son agua.

## Demografía
Según el censo de 2020, hay 157 personas residiendo en la zona. La densidad de población es de 3.27 hab./km². El 95.54 % de los habitantes son blancos, el 0.64 % es asiático y el 3.82 % son de una mezcla de razas. Del total de la población, el 1.27 % son hispanos o latinos de cualquier raza.